# Al-Karamah, Tỉnh Raqqa
Al-Karamah (tiếng Ả Rập: الكرامة) là một thị trấn của Syria nằm ở huyện Raqqa, cách thành phố Raqqa 26 km về phía đông. Theo Cục Thống kê Trung ương Syria (CBS), Al-Karamah có dân số 7.034 người trong cuộc điều tra dân số năm 2004.